# Carmen Ramlot
Carmen Ramlot, née à Vilvorde, est une femme politique belge, membre du parti Les Engagés (LE).

## Biographie
Carmen Ramlot nait le 21 octobre 1974 à Vilvorde. 
Le 4 novembre 2002, elle donne naissance à son premier enfant, Carlita. Le 26 octobre 2005, elle donne naissance à son second enfant, Clovis. 
Le 18 juillet 2024, elle devient députée fédérale à la Chambre des représentants en remplaçant Valérie Lescrenier qui devient ministre dans le Gouvernement Degryse.